# Juan Meléndez Valdés
Juan Meléndez Valdés (Ribera del Fresno, 11 de marzo de 1754-Montpellier, Francia, 24 de mayo de 1817) fue un poeta, jurista y político español.

## Biografía
Era de familia hidalga; su padre era Juan Antonio Meléndez Valdés y su madre María de los Ángeles Díaz Cacho, y tuvo numerosos hermanos; tras su nacimiento la familia se instaló en Almendralejo y a los siete años de edad se quedó huérfano de madre. En 1767 viajó a la corte para estudiar latín y filosofía bajo la tutela de su hermano mayor, Esteban, en el Colegio de Santo Tomás, y más tarde ingresó en los Reales Estudios de San Isidro, donde aprendió filosofía moral y griego. Finalmente empezó Leyes en la Universidad de Salamanca en 1772 al par que escribe sus primeros poemas y frecuenta las tertulias poéticas, en especial la de fray Juan Fernández de Rojas, más conocido por Liseno, y la de José Cadalso en 1773, quien lo introdujo en la cultura francesa. En 1774 murió su padre y su carácter se volvió definitivamente melancólico. En 1775 obtuvo el grado de Bachiller en Derecho y en 1777 muere también su hermano Esteban. Se ocupa provisionalmente de la cátedra de lengua griega y conoce a Jovellanos. 
En 1780 obtiene el premio de poesía de la Real Academia Española con su obra Batilo. En 1781 vuelve a la Universidad de Salamanca con destino a la cátedra de Humanidades. En 1783 se doctora en derecho. En este tiempo escribe "Las enamoradas anacreónticas" y "Los besos de amor" y se casa con María Andrea de Coca. En 1784 Meléndez participa para uno de los tres premios ofrecidos por la ciudad de Madrid para la mejor composición dramática, obteniendo uno de ellos por Las bodas de Camacho el rico. A estas alturas se encuentra ya con una gran fama por todo el país. Ha madurado y es conocido por todos los intelectuales, poetas y escritores de la época. 
El famoso impresor Joaquín Ibarra publica en 1785 el primer volumen de sus poemas con gran éxito, realizándose diversas ediciones. En 1789, comienza a ejercer de fiscal durante siete meses y con el favor de Jovellanos, obtiene los destinos sucesivos de juez de la corte en Zaragoza en 1789, canciller en Valladolid en 1791 y fiscal de la Sala de Alcaldes de la Casa y Corte en Madrid en 1797, cargo que ocupará apenas siete meses; escribe entonces sus Discursos forenses, que circularon de forma manuscrita hasta ser publicados durante el Trienio Liberal. Con la caída de Jovellanos, Meléndez se ve obligado a dejar Madrid el 27 de agosto de 1798, y le envían a supervisar las obras de un cuartel que se construía en Medina del Campo, lo que suponía en la práctica un castigo. Pero en 1802 se le devuelven sus emolumentos como fiscal y va a vivir a Zamora, donde se dedicó a proyectos sociales y al estudio. Marcha luego a Salamanca y a Madrid.
En mayo de 1808 es comisionado por la Junta Suprema para ir a Oviedo, en compañía del conde de Pinar, y calmar los ánimos de los ovetenses sublevados. Nada más llegar son encarcelados bajo la acusación de querer castigar a los patriotas. El 19 de junio, tras varias semanas en prisión, las autoridades intentan trasladarlos, pero el coche que iba a transportarlo es asaltado. Meléndez Valdés y el conde de Pinar están a punto de ser fusilados por la muchedumbre acusados de traidores. Finalmente, vuelven a ser encarcelados y, sometidos a un proceso, serán liberados en agosto de ese mismo año. 

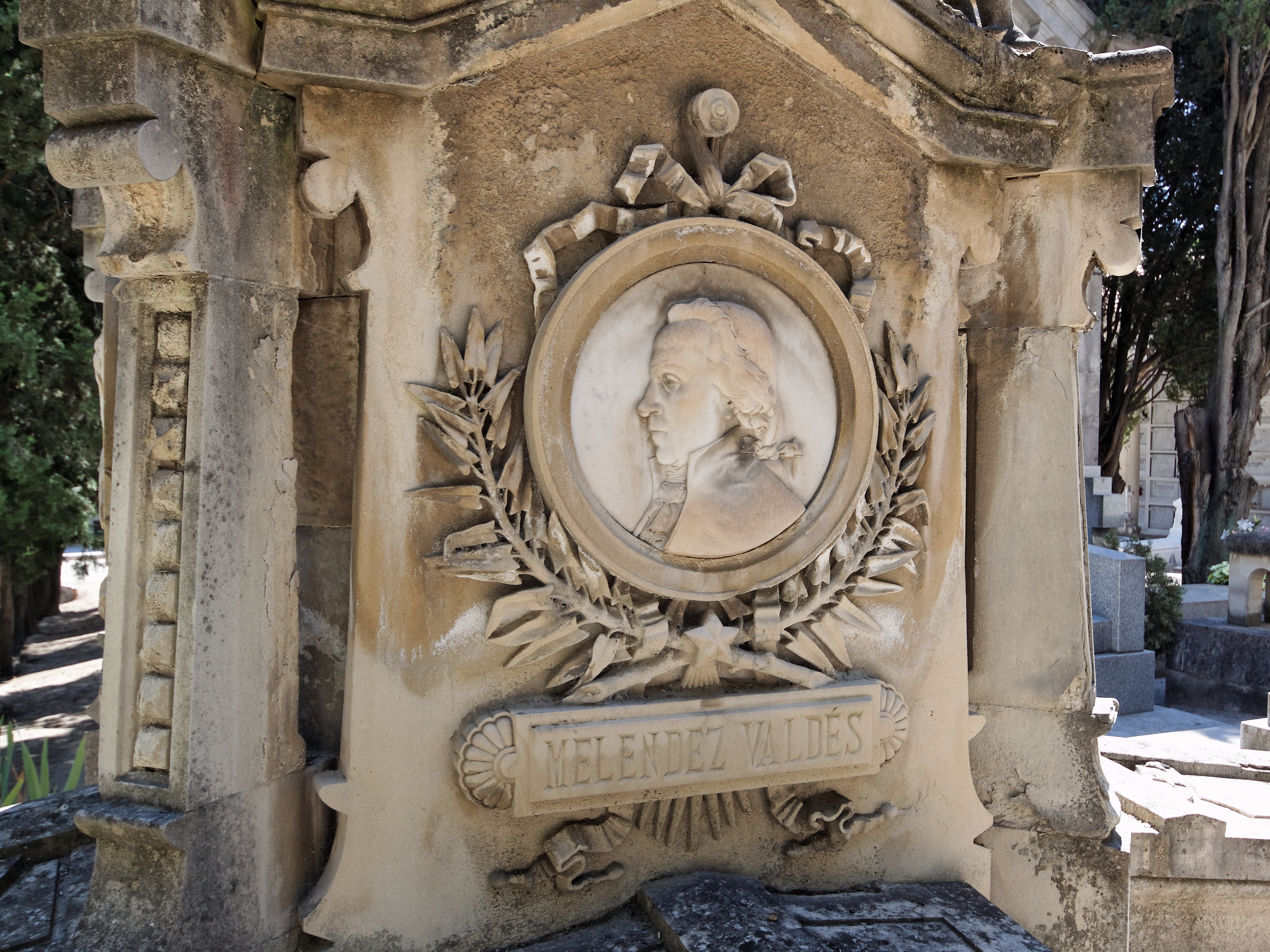
Imagen parcial del Mausoleo de Goya, Moratín, Meléndez y Donoso Cortés en el Cementerio de San Isidro de Madrid.

Tras la ocupación francesa, se pone al servicio de José I, ocupando puestos en el Consejo de Estado y la condecoración como Caballero de la Orden Real de España, lo que le acarreará graves problemas como afrancesado a la salida del rey tras la Guerra de la Independencia. Huido a Francia, residió sucesivamente en Toulouse, Montpellier, Nîmes, Alès y Montauban; su salud se deteriora y se ve aquejado de fuertes depresiones y cuatro años más tarde fallece en Montpellier. Sus restos volvieron a Madrid en 1900 y, después de un breve paso por el Panteón de Hombres Ilustres, reposan finalmente en un mausoleo conjunto con Goya, Moratín y Donoso Cortés, obra de Ricardo Bellver, en el Cementerio de San Isidro.
Además de las ya reseñadas, otras obras del autor son Poesías (1785), A Llaguno (1794), Sobre el fanatismo (1795), Alarma española (1808), Oda a José Bonaparte (1810-1811), Prólogo de Nimes (1815) y Discursos Forenses (1821).

## Obras
- Poesías, Madrid: Imprenta Real, 1820, 4 vols. Hay dos emisiones, porque como se publicó durante el periodo constitucional se suspendió durante tres años y sólo se autorizó su circulación suprimiendo el prólogo del autor Meléndez Valdés y su "Vida" por Manuel José Quintana.
- Discursos forenses, Madrid, Imprenta Nacional, 1821.